# Sudachi
Sudachi (Citrus sudachi; en japonès: スダチ o bé: 酢橘) és un tipus de cítric de color verd. És rodó i petit, és exclusiu del Japó, on és el símbol de la Prefectura de Tokushima, en la qual la majoria de les fruites són conreades. Té un sabor i aroma semblants als de les llimones i les llimes, però posseeix més calci i àcid ascòrbic (vitamina C) que els primers. No es menja com a fruita, sinó que s'utilitza com a saboritzant d'aliments en lloc de vinagre.

## Usos
Alimentaris
El  'sudachi'  se serveix en llesques acompanyant a molts plats tradicionals japonesos que inclouen peix,  soba, udon, nabemono i algunes  begudes alcohòliques. Existeixen també al país gelats, vodkas, sucs i begudes no alcohòliques amb gust de sudachi.
Medicinals
El 2006, un equip d'investigació de la Universitat de Tokushima ha publicat un informe que suggereix que la fruita podria ser eficaç en nivells de glucosa que baixen en pacients diabètics . L'equip va donar sudachis a rates durant un any i va trobar que els nivells de glucosa van caure i la salut de les rates va començar a millorar-se. Encara que aquest efecte encara no ha estat provat sobre la gent, potencialment pot ser usat per a la medicina naturista asiàtica.